# チリ空軍
チリ空軍（チリくうぐん、スペイン語: Fuerza Aérea de Chile、略称FACh）は、チリの空軍組織。

## 歴史
チリ空軍の第一歩は、フランスで操縦手教育を受けたペドロ・パブロ・ダルトネル中佐の手により、1910年12月20日にチリ軍内に航空部隊が設立された。同じくフランスで教育を受けた軍人達のうち一人、マヌエル・プラード大尉が陸軍航空学校長に就任した。その後、陸軍と海軍が保有する航空機を統合し1930年3月21日に空軍が創設される。これにあわせて空軍省も設立された。
1973年以降の軍政期を経て、1988年10月の国民投票の結果に反発する陸軍に対し、海軍とカラビネーロス（国家憲兵隊）らと同調し1989年12月の大統領選と議会選の実施と民政移管への道筋を立てた。

## 組織

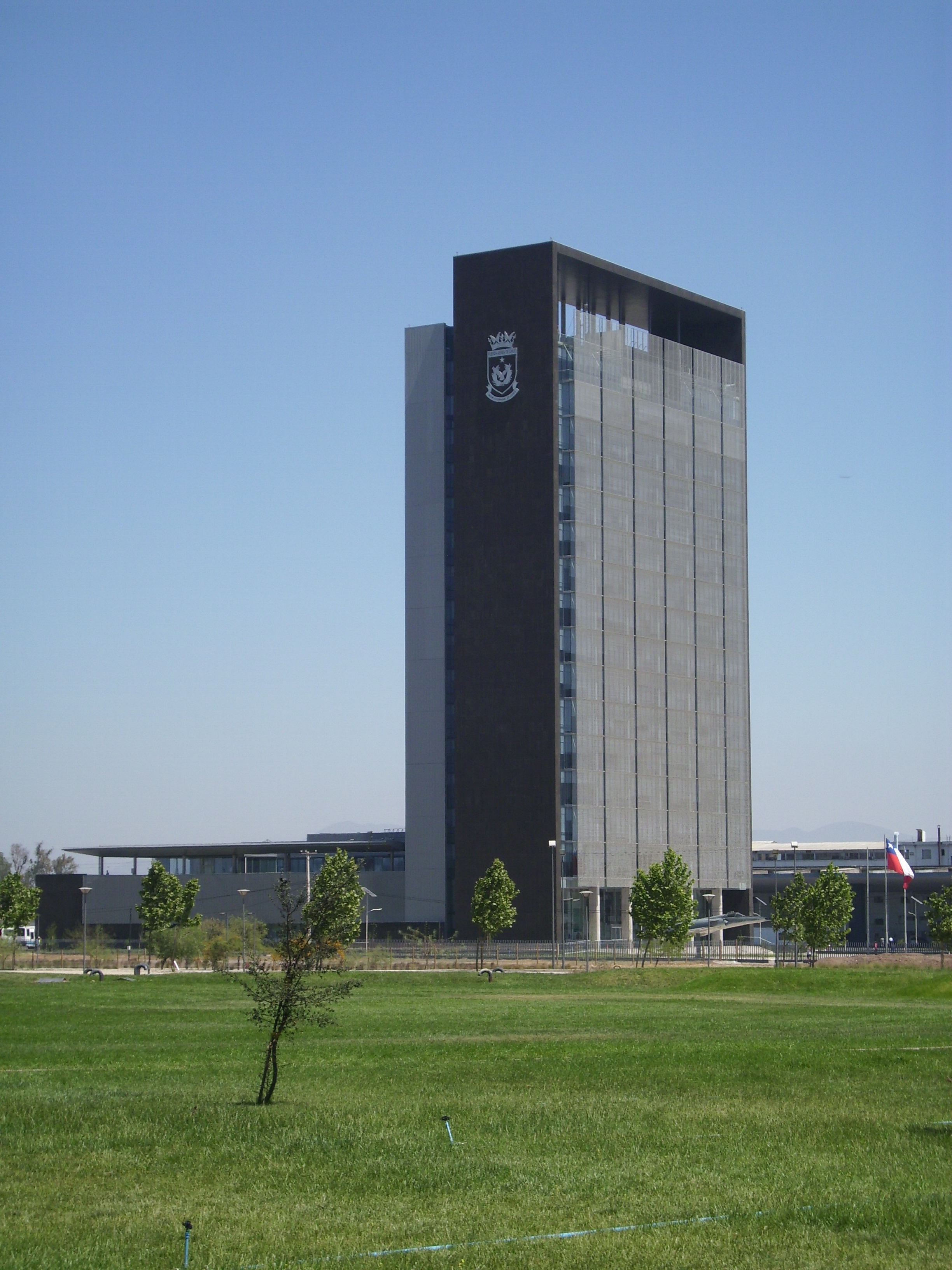
空軍兵站局のビル

空軍総司令部（Comandancia en Jefe de la Fuerza Aérea de Chile）の下、以下の職位・組織がある。2017年時点で現役兵総員11,050人。
- 空軍総司令官（es:Comandante en Jefe de la Fuerza Aérea de Chile）
- 空軍官房（Secretaría General）
- 空軍監査部（Auditoría General）

- 空軍参謀本部（Jefatura de Estado Mayor）
  - 情報局（Dirección de Inteligencia）
  - 作戦局（Dirección de Operaciones）
  - 兵站局（Dirección de Logística）
  - 特殊部隊・防空局（Dirección de Defensa Antiaérea y Fuerzas Especiales）
  - 電気通信局（Dirección de Telecomunicaciones）
  - 会計局（Dirección de Finanzas）

- 戦闘軍団（Comando de Combate）
  - 第1航空旅団（I Brigada Aérea）イキケ
    - 第1航空群（Grupo de Aviación N° 1）（A/T.36を装備）
    - 第2航空群（Grupo de Aviación N° 2）
    - 第3航空群（Grupo de Aviación N° 3） （F-16を装備）
    - 第24防空群（Grupo de Defensa Antiaérea N° 24）
    - 第31電子探知群（Grupo de Detección y Electrónica N° 31）

  - 第2航空旅団（II Brigada Aérea）サンティアゴ
    - 第9航空群（Grupo de Aviación N° 9）（輸送ヘリコプター）
    - 第10航空群（Grupo de Aviación N° 10）（輸送機。給油機）
    - 防空砲兵連隊（Regimiento de Artillería Antiaérea）
    - フォトガメリコ航空業務隊（Servicio Aéreo Fotogamétrico）
    - 高等アクロバット飛行隊「アルコネス」（Escuadrilla de Alta Acrobacia "Halcones"）（エクストラ 300）

  - 第3航空旅団（III Brigada Aérea）プエルトモント
    - 第5航空群（Grupo de Aviación N°5）
    - 第25防空群（Grupo de Defensa Antiaérea N° 25）
    - 第35電子探知群（Grupo de Detección y Electrónica N° 35）

  - 第4航空旅団（IV Brigada Aérea）プンタ・アレーナス
    - 第6航空群（Grupo de Aviación N° 6）
    - 第12航空群（Grupo de Aviación N° 12）（A-37を装備）
    - 第23防空群（Grupo de Defensa Antiaérea N° 23）
    - 第33電子探知群（Grupo de Detección y Electrónica N° 33）
    - 第19南極調査群（Grupo de Exploración Antártica N° 19）

  - 第5航空旅団（V Brigada Aérea）アントファガスタ
    - 第7航空群（Grupo de Aviación N° 7）（F-5 E/Fを装備）
    - 第8航空群（Grupo de Aviación N° 8）（F-16 MLUを装備）
    - 第21防空群（Grupo de Defensa Antiaérea N° 21）
    - 第34電子探知群（Grupo de Detección y Electrónica N° 34）
- 兵站司令部（Comando Logístico）サンティアゴ
  - 整備部（División de Mantenimiento）
  - 補給部（División de Abastecimiento）
  - 設備部（División de Infraestructura）
- 人事司令部（Comando de Personal）サンティアゴ
  - 教育部（División de Educación）
    - 空軍士官学校（Escuela de Aviación）
    - 専科学校（Escuela de Especialidades）
    - 改善学校（Escuela de Perfeccionamiento）
    - 空軍大学校（Academia de Guerra Aérea）
    - 航空技術大学校（Academia Politécnica Aeronáutica）

  - 保健部（División de Sanidad） 
    - 病院制度（Hospital Institucional） - 「ドクトル・ラウル・ヤシギ・ハウレギ」航空旅団 （Brigada Aérea Doctor Raúl Yazigi Jauregui）

  - 福祉部（División de Bienestar）
  - 人的資源部（División de Recursos Humanos）

## 装備

### 航空機

#### 固定翼機
- F-5EタイガーⅡ×15機
- F-5FタイガーⅡ×3機
- F-16A/B × それぞれ29機と7機
- F-16C/D × それぞれ6機と4機
- ビーチクラフト キングエア × 1機
- ビーチ99 × 9機
- リアジェット35 × 2機

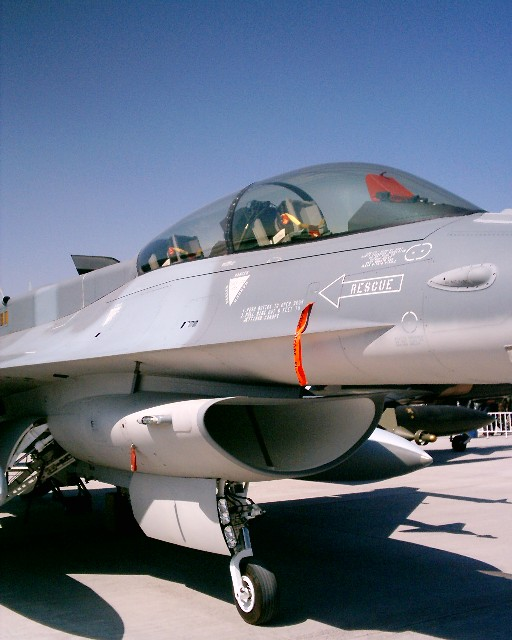
チリ軍のF16

- デ・ハビランド・カナダ DHC-6 × 16機
- E-3 × 3機
- ボーイング737-58N/-330 × 2機
- C-130 × 3機
- CASA C-212 × 4機
- ガルフストリーム IV × 1機
- パイパー PA-28 × 15機
- T-35 × 38機
- セスナ 525サイテーション × 5機
- KC-135Eストラトタンカー × 3機
- ボーイング767-300 × 1機

他、事故や老朽化により退役した機体にバンパイアT.55×6機、バンパイアT.11×10機、バンパイアT.22×10機、ハンターFGA.71×41機、ハンターFR.71A×6機、ハンターT.72×7機、T-33A×15機、ミラージュ50FC×1機、ミラージュ50DC×1機、ミラージュ50CNパンテーラ×15機、A-37B×44機、ボーイング727-134×1機、CASA 191BB×15機、CASA 101CC×22機、キャンベラPR.9×3機、T-37B×23機、T-37C×9機、F-80C×18機、ボーイング707-321B×2機、ボーイング707-351C×1機、ボーイング707-330B×1機、EB-707 × 1機、ミラージュM5エルカン×25機、ガルフストリームⅢ×1機等がある。

#### 回転翼機
- MBB Bo 105 × 1機
- ベル 412 × 4機(導入された内、他の13機は退役)
- UH-1H × 10機(導入された内、他の22機は退役)
- S-70A × 1機
- ベル 206B × 3機

他に退役した機体には、ベル212×1機とS-55×8機、UH-12E×10機、UH-1Dイロコイ×1機、SA.315Bラマ×7機、MBB Bo-105CB×9機、MBB BK-117B×3機、SA.330C×1機等がある。

### ミサイル
- AIM-9 AAM
- AIM-9J AAM
- パイソン3AAM
- ミストラルSAM
- クロタルSAM

### 陸上兵器
- M163対空自走砲
- GDF-005 35mm機関砲

## 階級
| 士官               |                           |      |
| 空軍大将           | General del Aire          | OF-9 |
| 空軍中将           | General de Aviación       | OF-8 |
| 空軍少将           | General de Brigada Aérea  | OF-7 |
| 空軍代将           | Comodoro                  | OF-6 |
| 空軍大佐           | Coronel de Aviación       | OF-5 |
| 空軍中佐           | Comandante de Grupo       | OF-4 |
| 空軍少佐           | Comandante de Escuadrilla | OF-3 |
| 空軍大尉           | Capitán de Bandada        | OF-2 |
| 空軍中尉           | Teniente                  | OF-1 |
| 空軍少尉           | Subteniente               | OF-1 |
| 空軍士官候補生     | Alférez                   | OF-D |
| 後期士官学生       | SubAlférez                |      |
| 前期士官学生       | Cadete                    |      |
| 准士官および下士官 |                           |      |
| 空軍准尉           | Suboficial Mayor          | OR-9 |
| 空軍曹長           | Suboficial                | OR-8 |
| 空軍軍曹           | Sargento 1°               | OR-6 |
| 空軍伍長           | Sargento 2°               | OR-5 |
| 兵卒               |                           |      |
| 空軍兵長           | Cabo 1°                   | OR-4 |
| 空軍上等兵         | Cabo 2°                   | OR-3 |
| 空軍一等兵         | Cabo                      | OR-2 |
| 候補生             | Alumno                    |      |
| 空軍二等兵         | Soldado conscripto        | OR-1 |

## 事件・事故
- 2011年9月2日　サンティアゴからロビンソン・クルーソー島へ向かっていたC-212輸送機が太平洋上で墜落。搭乗者21名全員が死亡。「2011年チリ空軍輸送機墜落事故」を参照。
- 2019年12月9日　サンティアゴからプンタ・アレーナスを経由し、南極基地に向かっていたC-130輸送機が、南米大陸と南極大陸を隔てるドレーク海峡付近で墜落。搭乗者38名（空軍32名、陸軍3名、民間人3名）全員が死亡[3][4]。